# Hybanthus calycinus
Hybanthus calycinus es una especie de planta herbácea perennifolia perteneciente a la familia Violaceae. Es endémica del sudeste de Western Australia.

## Descripción
Es una planta herbácea perennifolia que alcanza los 20 a 60 mm de altura y tiene hojas que son de 20 a 45 mm de largo. La inflorescencia en forma de racimos de 5 o más flores de color malva se produce entre junio y octubre en las especies nativas.

## Hábitat
Se encuentra comúnmente en las zonas costeras en suelos arenosos en bosques de banksia y en comunidades arbustivas.

## Taxonomía
La especie fue descrita formalmente por primera vez en 1824 por el botánico Augustin Pyramus de Candolle en Prodromus. En 1876, el botánico Ferdinand von Mueller lo transfirió al género Hybanthus en Fragmenta Phytographiae australiae. 